# Capela dos Ossos
La Capela dos Ossos (français : Chapelle des os) est l'un des monuments les plus connus d'Évora au Portugal. Il s'agit d'une petite chapelle intérieure située à proximité de l'entrée de l'église Saint-François. Elle est inscrite sur la liste du patrimoine mondial de l'UNESCO. 

## Origine
Au XVIe siècle, les 42 cimetières monastiques de la ville d'Évora occupent trop d'espace et débordent d'ossements en raison des nombreuses épidémies de peste qui frappent le Portugal. En réponse à ce problème, des moines franciscains de la ville décident d'exhumer les ossements des morts et de les utiliser pour créer une chapelle d'ossements dédiée au Christ portant sa croix (Senhor dos Passos) dans la grande salle qui leur servait de dortoir et de salle de réflexion,,. La création de la Capela dos ossos est conforme à l'esprit de la Contre-Réforme et des vanités, visant à amener les croyants vers la contemplation et à transmettre un message sur le caractère éphémère et transitoire de la vie. Cela est clairement exprimé via l'inscription à l'entrée : Nós ossos que aqui estamos pelos vossos esperamos (« Nous, les os ici présents, attendons que les vôtres nous rejoignent »).

## Description
La chapelle est formée par trois nefs de 18,7 × 11 mètres. La lumière n'entre que via quatre petites ouvertures sur la gauche. Ses murs et ses huit colonnes sont décorées d'os longs soigneusement rangés et de crânes maintenus par du ciment. Le plafond est fait de briques peintes en blanc et décoré de motifs morbides qui symbolisent ou font allusion à la mort. Le nombre de squelettes estimés pour réaliser cette œuvre est de 5 000, en provenance des cimetières établis au sein d'églises des alentours ,,. La chapelle aurait entre autres été construite avec ces ossements pour garantir qu'ils restent dans un lieu sanctifié.
Certains crânes sont ornés de graffitis. Deux cadavres en dessiccation, dont un d'enfant, sont par ailleurs pendus par des chaînes. La phrase Melior est dies mortis die nativitatis (« Le jour de la mort vaut mieux que celui de la naissance ») tirée de l'Ecclésiaste (7.1-6) est inscrite au plafond. Les ossements des moines qui ont édifié la chapelle se trouvent dans de petits coffres blancs. L'édifice, bien que fascinant, peut paraître morbide, mais il fut érigé par les franciscains dans un but religieux. Au XVIe siècle, l'espérance de vie était plus courte et la mort ou la maladie soudaines. La chapelle est donc également une manifestation de la piété de l'époque.
En plus des ossements, la Capela dos Ossos est aussi décorée avec des statues religieuses et une impressionnante peinture à cheval entre les styles Renaissance et Baroque.

## Polémique et manipulation fondamentaliste sur l'Internet francophone
Des commentaires polémiques non-sourcés émanant de fondamentalistes musulmans sur les réseaux sociaux francophones ont affirmé en février 2020 que les ossements de la chapelle portugaise étaient issus de victimes d'un « génocide contre les musulmans d'Andalousie », sans qu'aucune publication scientifique n'ait jamais évoqué cette hypothèse. Cette affirmation, ajoutée au même moment par un compte anonyme dans l'article francophone Wikipédia dédié à la Capela dos Ossos, est d'autant plus invraisemblable historiquement que le royaume de Portugal est au XVIe siècle un État souverain sans frontière directe avec l'Andalousie (les 400 km de la Castille séparent les deux territoires), qu'il n'a participé à aucun évènement en lien avec cette région d'Espagne, et que les dates de la construction de la chapelle ne coïncident ni avec la révolte des Morisques de Grenade (de 1568 à 1571), ni avec celle de leur expulsion d'Espagne (1609), qui sont deux évènements relevant de la politique intérieure de la Castille.

## Images

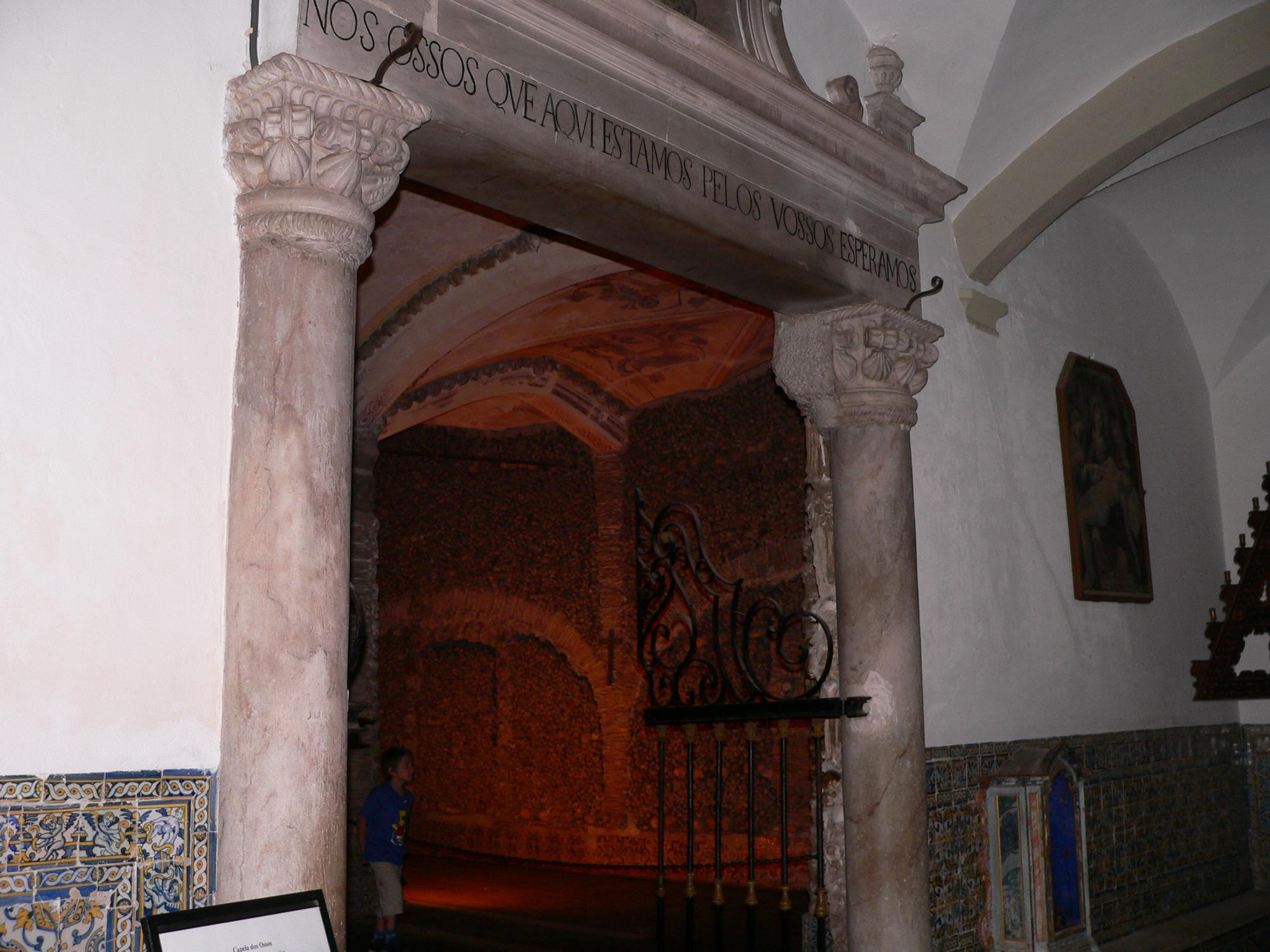
Entrée de la chapelle.
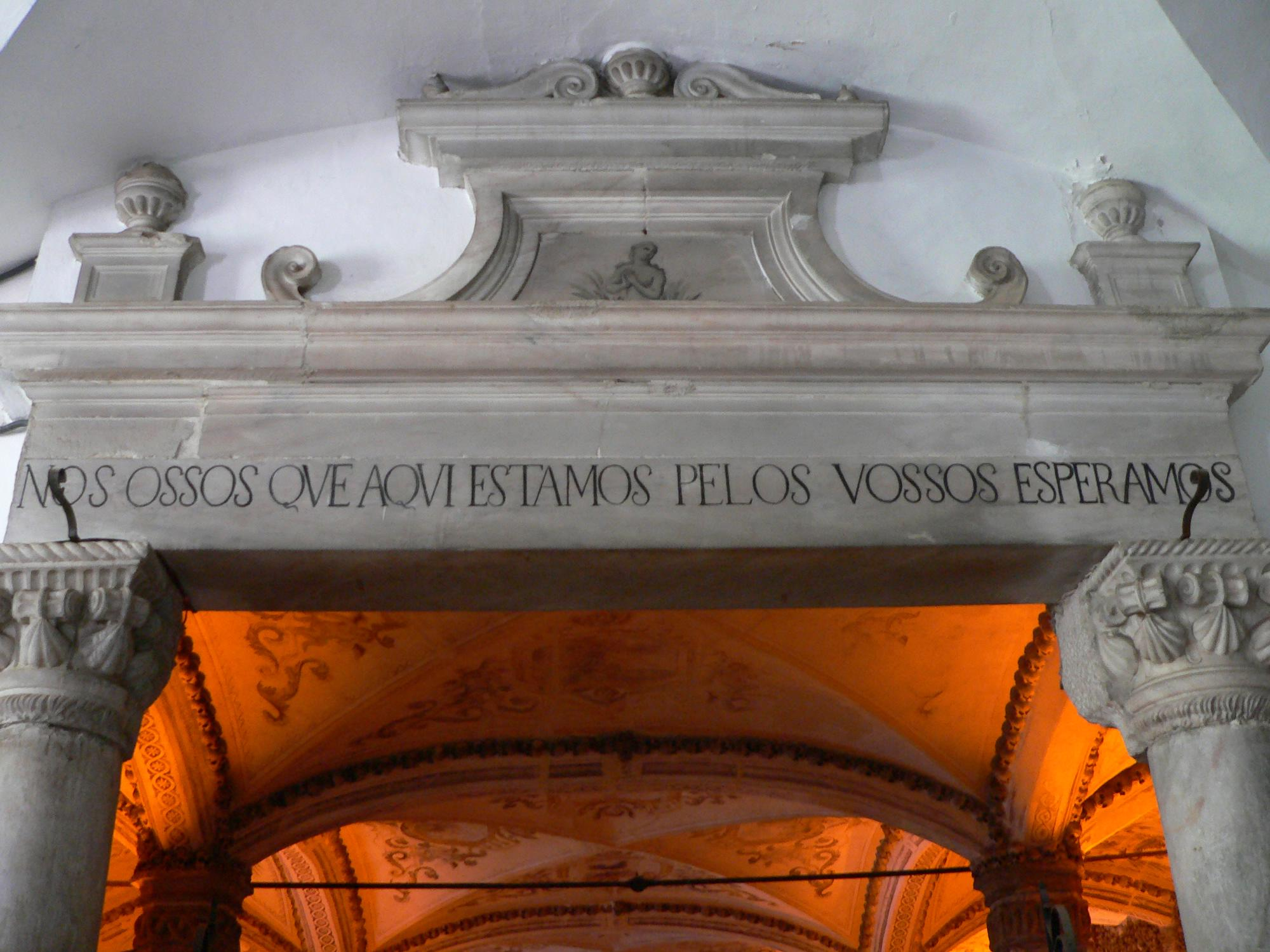
Mise en garde à l'entrée de la chapelle.
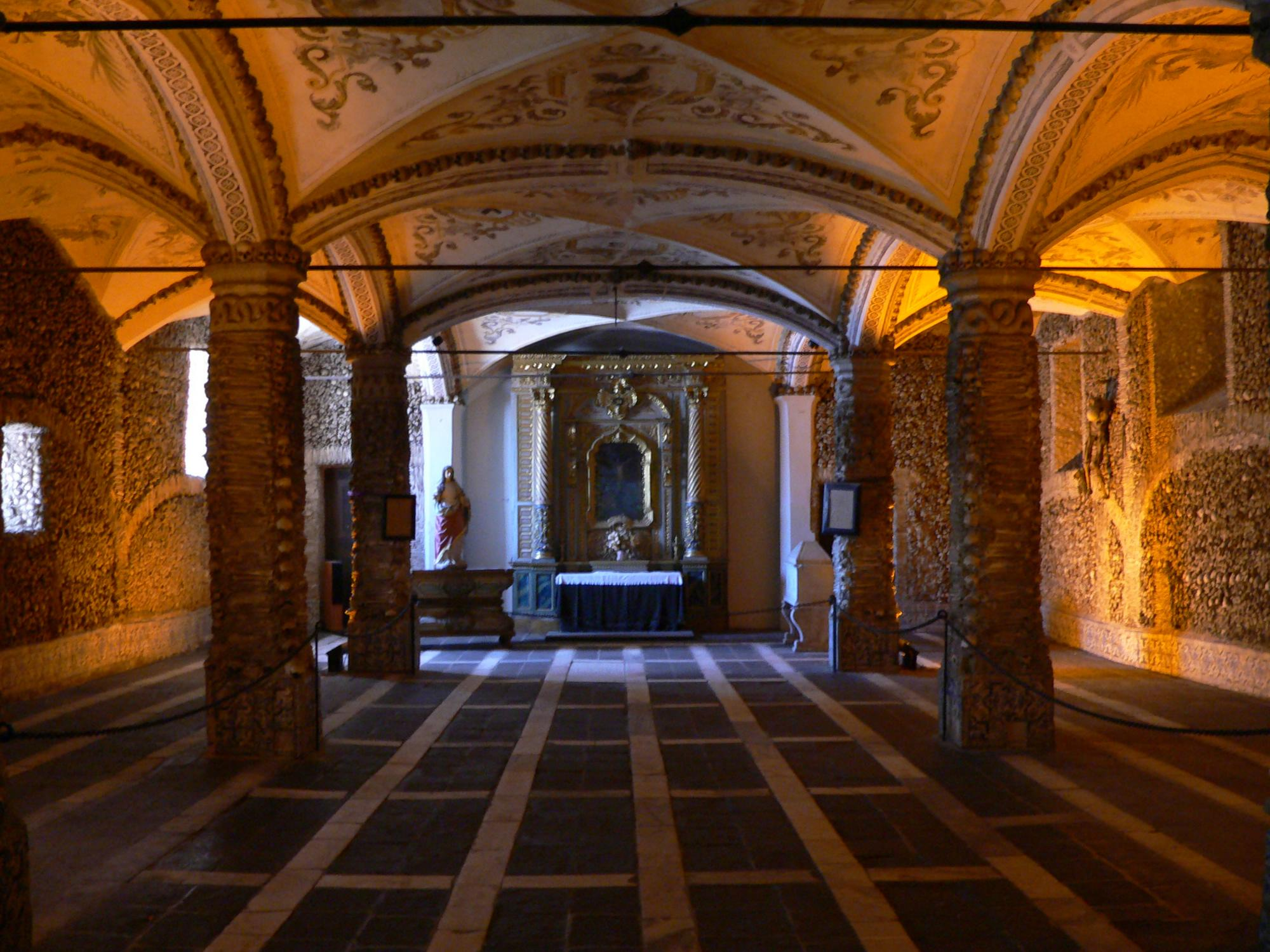
Capela dos Ossos.
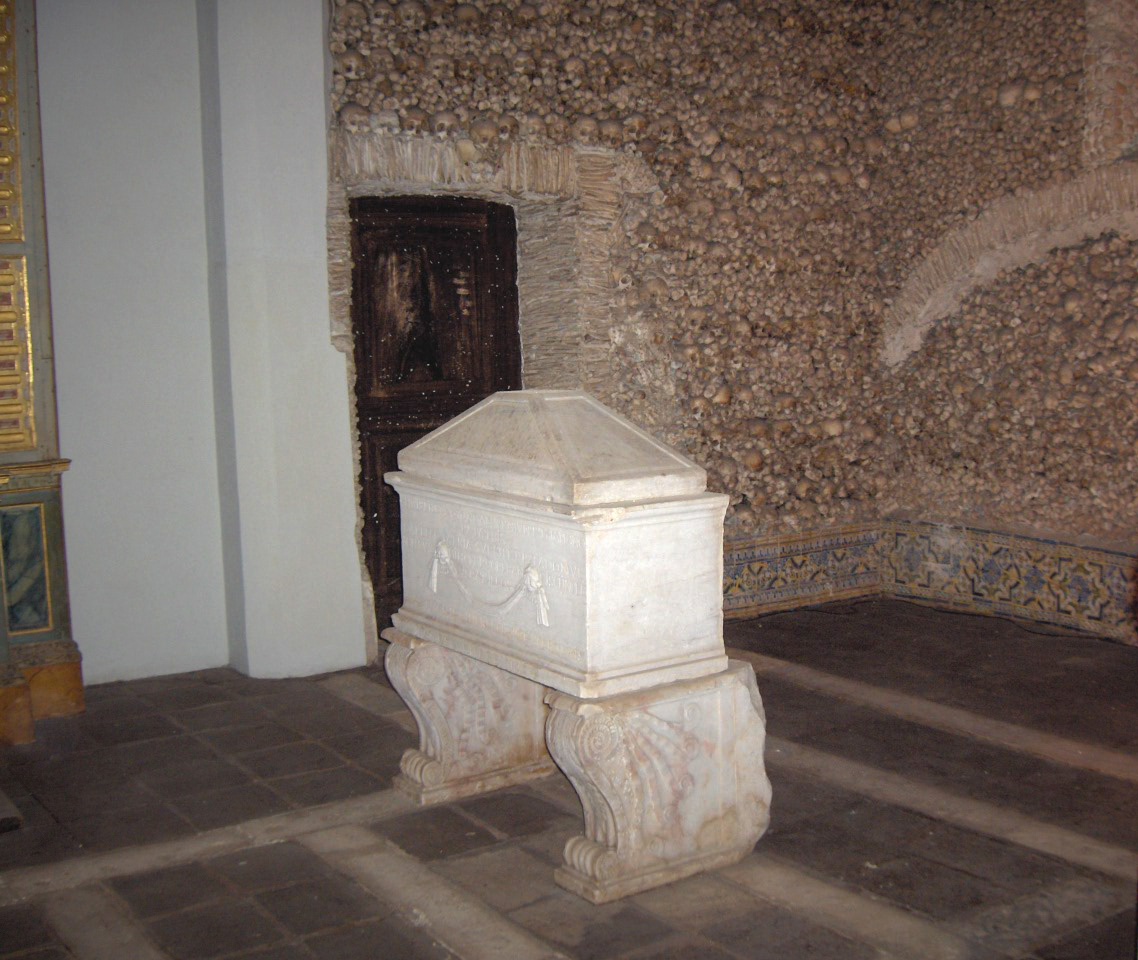
Ossuaire.
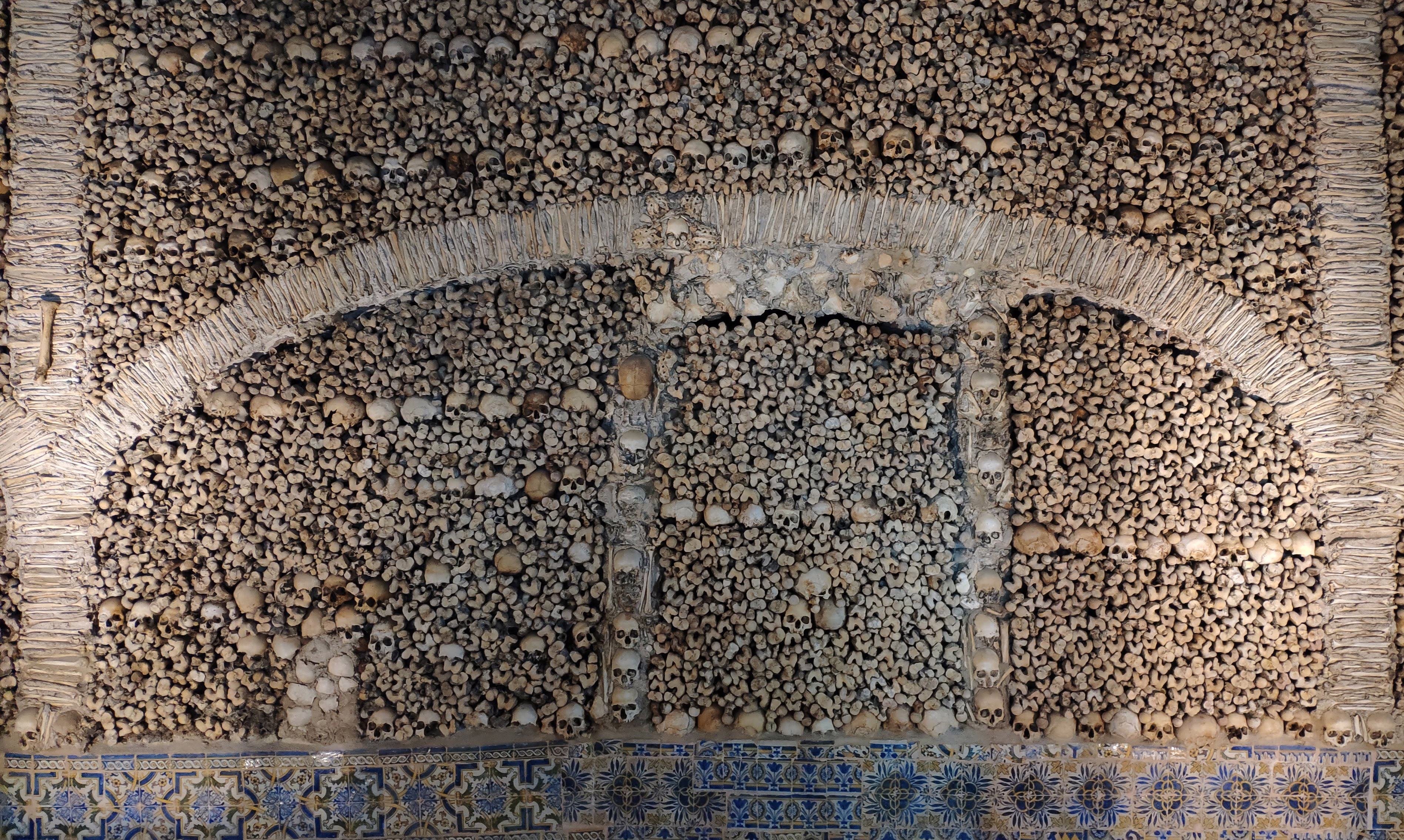
Intérieur de la chapelle.
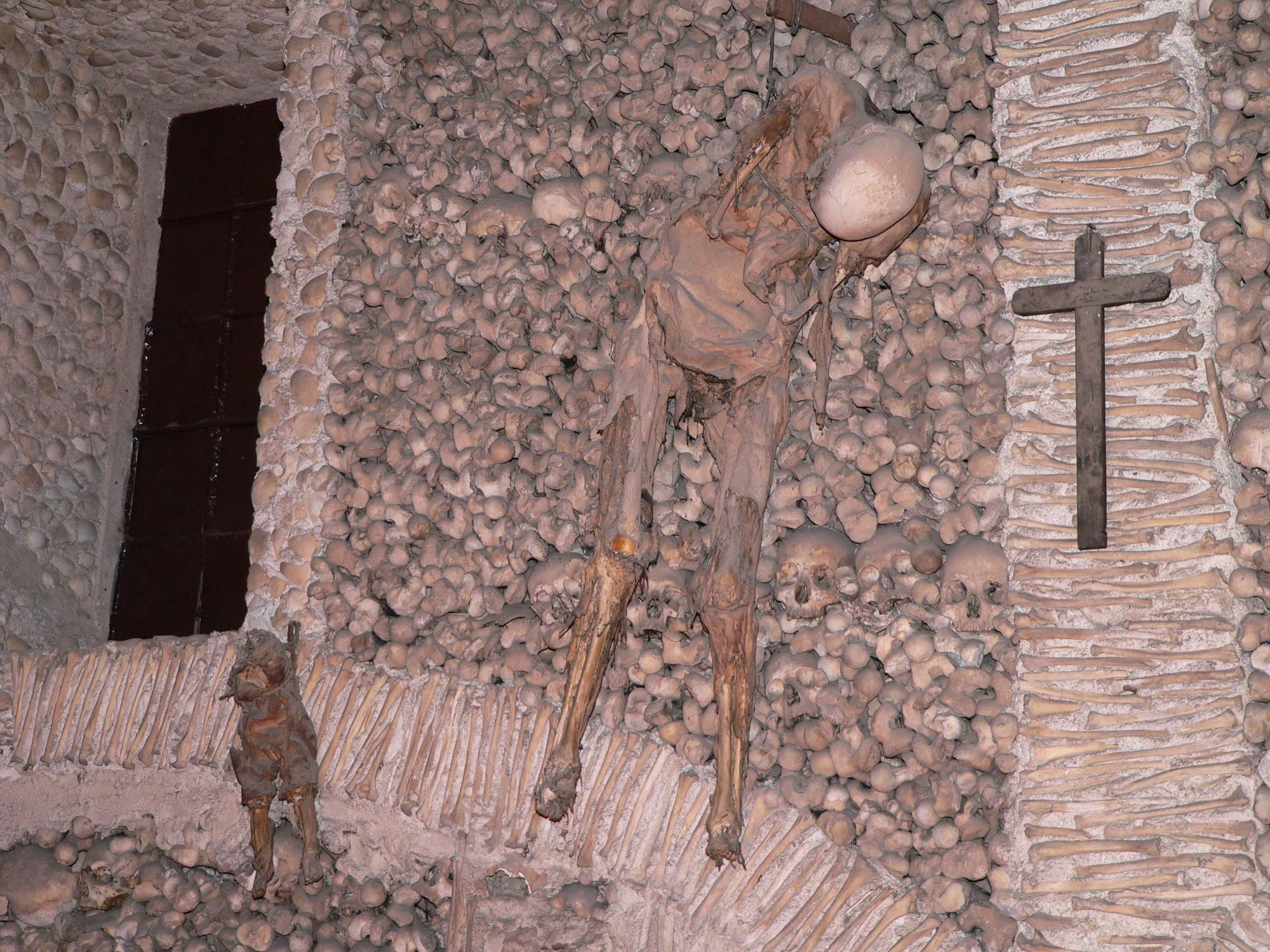
Les deux "cadavres pendus".